# معدر
معدر (به عربی: معدر) یک منطقهٔ مسکونی در سوریه است که در منطقه قدسیا واقع شده‌است.
 معدر  ۶۶ نفر جمعیت دارد.